# Onze-Lieve-Vrouw-Onbevlekt-Ontvangenkerk (Rozendaal)
De Onze-Lieve-Vrouw-Onbevlekt-Ontvangenkerk (Frans: Église Notre-Dame de l'Assomption) is een rooms-katholieke parochiekerk in de plaats Rozendaal, gelegen aan de Rue Cuenin, in de gemeente Duinkerke in het Franse Noorderdepartement.

## Geschiedenis
De eerste parochiekerk in Rozendaal werd gebouwd in 1864. In 1902 werd deze vervangen door het huidige gebouw. Architecten waren Omer en Maurice Cockenpot. In 1906 kwam de toren gereed. In 1940 en 1944 vonden er sterke beschadigingen plaats door oorlogsgeweld, waarna de kerk van 1949 tot 1958 werd hersteld.

## Gebouw
Het betreft een driebeukige bakstenen basilicale kruiskerk in neoromaanse stijl met ingebouwde toren welke voorzien is van een stenen spits.